# Говрі (Айова)
Говрі (англ. Gowrie) — місто (англ. city) в США, в окрузі Вебстер штату Айова. Населення — 952 особи (2020).

## Географія
Говрі розташоване за координатами 42°16′40″ пн. ш. 94°17′23″ зх. д. / 42.27778° пн. ш. 94.28972° зх. д. (42.277839, -94.289717).  За даними Бюро перепису населення США в 2010 році місто мало площу 3,75 км², уся площа — суходіл.

## Демографія
Згідно з переписом 2010 року, у місті мешкало 1037 осіб у 442 домогосподарствах у складі 281 родини. Густота населення становила 276 осіб/км².  Було 489 помешкань (130/км²).
Расовий склад населення:
| - 97,7 % — білих - 1,0 % — чорних або афроамериканців - 0,2 % — азіатів - 0,1 % — корінних американців |

До двох чи більше рас належало 1,1 %. Частка іспаномовних становила 1,6 % від усіх жителів.
За віковим діапазоном населення розподілялося таким чином: 25,4 % — особи молодші 18 років, 50,2 % — особи у віці 18—64 років, 24,4 % — особи у віці 65 років та старші. Медіана віку мешканця становила 45,2 року. На 100 осіб жіночої статі у місті припадало 87,2 чоловіків;  на 100 жінок у віці від 18 років та старших — 80,8 чоловіків також старших 18 років.
Середній дохід на одне домашнє господарство  становив 53 634 долари США (медіана — 43 250), а середній дохід на одну сім'ю — 62 022 долари (медіана — 51 190). Медіана доходів становила 50 833 долари для чоловіків та 29 444 долари для жінок. За межею бідності перебувало 12,4 % осіб, у тому числі 11,7 % дітей у віці до 18 років та 4,6 % осіб у віці 65 років та старших.
Цивільне працевлаштоване населення становило 450 осіб. Основні галузі зайнятості: освіта, охорона здоров'я та соціальна допомога — 25,8 %, роздрібна торгівля — 12,0 %, транспорт — 11,3 %, виробництво — 11,3 %.